# Polk jadralnih pilotov (Združeno kraljestvo)
Polk jadralnih pilotov (izvirno angleško Glider Pilot Regiment) je bila jadralnoletalska enota Britanske kopenske vojske med drugo svetovno vojno.

## Zgodovina
Polk je bil ustanovljen decembra 1941 pod poveljstvom majorja Georga Chattertona.